# Prigorki (obwód saratowski)
Prigorki (ros. Пригорки) – osiedle w Rosji, w obwodzie saratowskim, w rejonie pierielubskim. W 2010 liczyło 350 mieszkańców.